# 延安站
延安站位于中华人民共和国陕西省延安市宝塔区，于1992年启用，为中国铁路西安局集团延安车务段管辖的二等站。经过铁路有西延铁路、包西铁路及在建西延高速铁路。

## 車站设计
延安站站房采用钢结构，共有三层，其中地下一层，地上两层，共有建筑面积2.39万平方米，站台采用无柱钢雨棚设计。延安站整体设计以延安窑洞为母体，并以大跨度金属结构屋顶塑造出舒展双翼的意象，具有秦砖汉瓦的意境。

## 車站结构

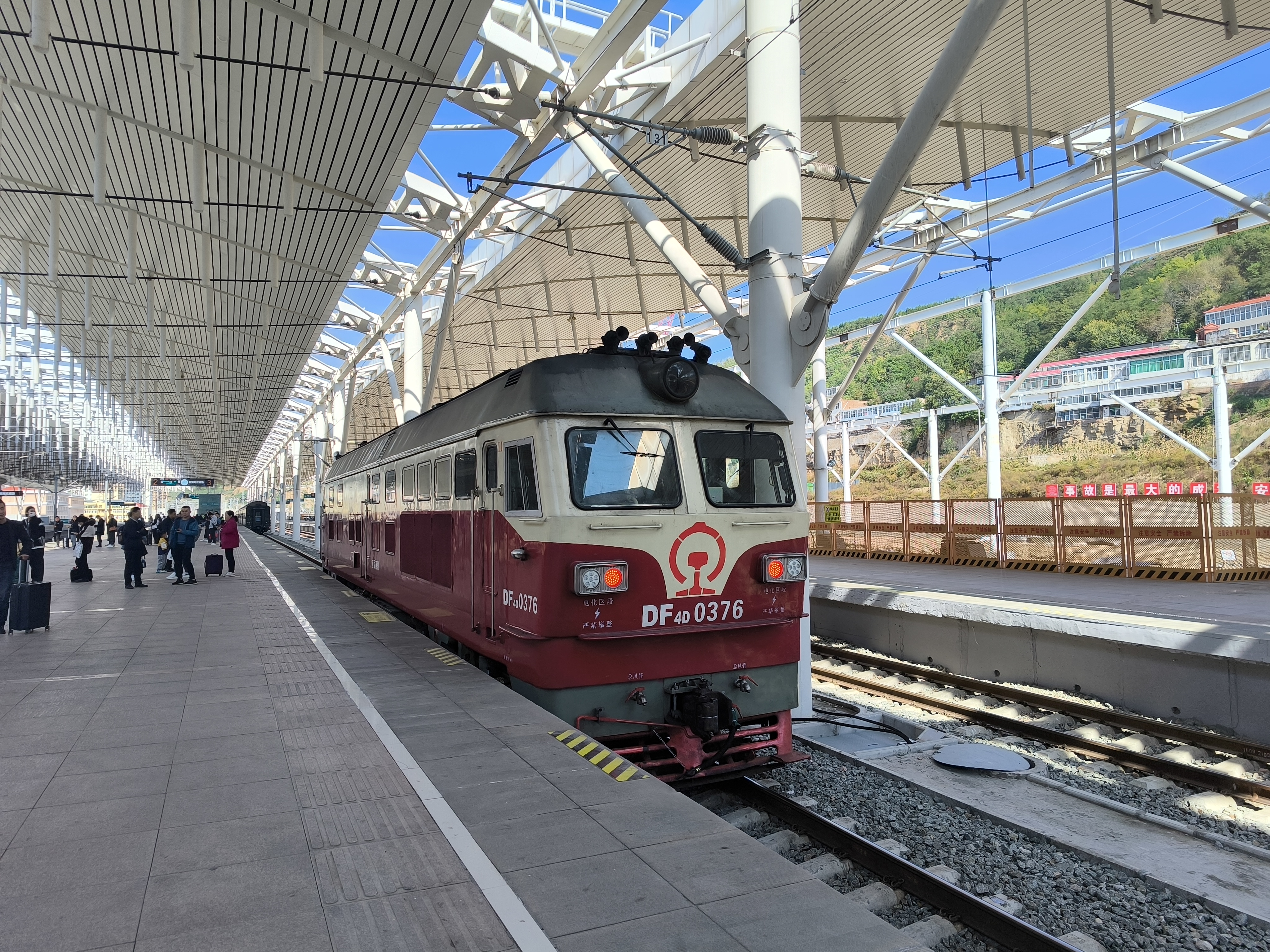
车站站台

延安站建有候车站台3座，共有9条到发线。其中第2、3站台为2007年改扩建新建。
| 1      | 2-5站台候车区          | 自动售票机、人工售票窗口、候车区、卫生间、检票口、进站口 |                                |
| 2      | 1站台候车区            | 候车区、卫生间、检票口                                   |                                |
| 站台层 | 侧式站台，左侧開门     | 侧式站台，左侧開门                                       | 侧式站台，左侧開门             |
| 站台层 | 1站台                  | 包西铁路往包头西方向（子长站）                           | 包西铁路往包头西方向（子长站） |
| 站台层 | 包西铁路上行列车通过线 |                                                          |                                |
| 站台层 | 2站台                  | 包西铁路往包头西方向（子长站）                           |                                |
| 站台层 | 岛式站台               |                                                          |                                |
| 站台层 | 3站台                  | 包西铁路往包头西方向（子长站）                           |                                |
| 站台层 | 4站台                  | 包西铁路往张桥方向（甘泉北站）                           |                                |
| 站台层 | 岛式站台               |                                                          |                                |
| 站台层 | 5站台                  | 包西铁路 往张桥方向 （甘泉北站）                         |                                |
| 站台层 | 包西铁路下行列车通过线 |                                                          |                                |
| 站台层 | 包西铁路货运列车通过线 |                                                          |                                |
| B1     | 出站口                 | 出站地道                                                 |                                |

## 使用情况
延安站是西延铁路的二等站。日均办理旅客列车約12列，包括各类旅客列车。

## 历史
- 1992年：延安站始建。
- 2007年3月：延安站改扩建工程完工。

## 交通配套

### 公交
- K7路（火车站←→河庄坪）
- 10路（火车站←→公交修理厂）
- K206路（火车站←→为民服务中心北门）
- K302路（火车站←→姚店公交枢纽站）
- 旅游专线（火车站←→枣园印象）